# フランクフルト歌劇場

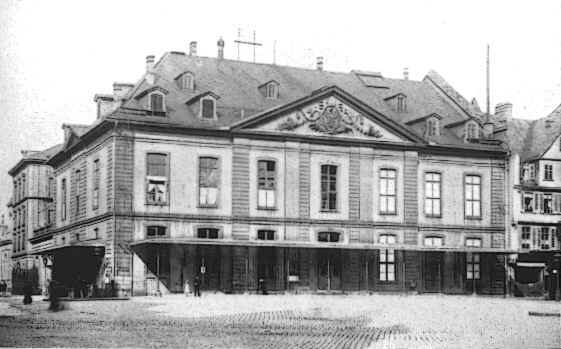
劇場「コメディエンハウス」

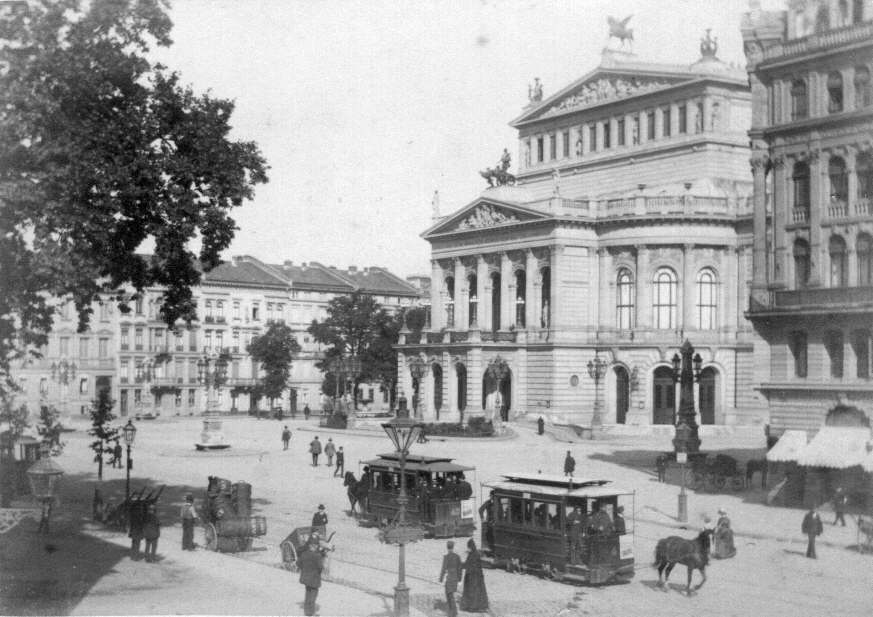
歌劇場(1880-1944)

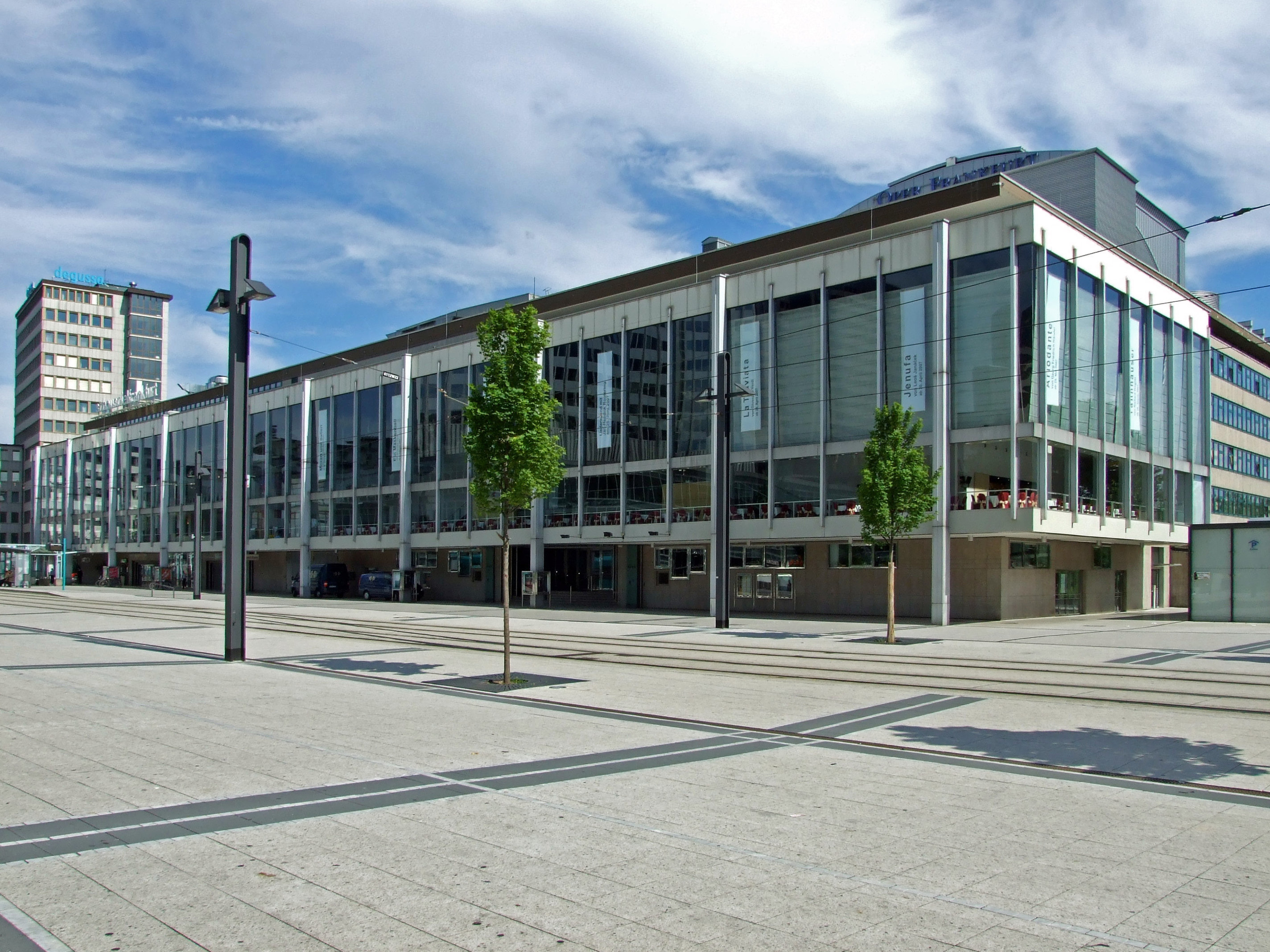
歌劇場(1951-)

フランクフルト歌劇場（Oper Frankfurt）は、ドイツ・フランクフルトにあるオペラ座、歌劇場。
1996、2003、2015、2018、2020、2022、2023、更に2024年に年間最優秀オペラ座(Opernhaus des Jahres)に選出。
1782年にフランクフルト初の歌劇場として「コメディエンハウス」(Comoedienhaus)が開場した。10年後の1792年、その頃には「フランクフルト国民劇場」(Frankfurter Nationaltheater)と呼ばれていたこの劇場は、専属のオーケストラ（現フランクフルト・ムゼウム管弦楽団）を得る。
1880年、歌劇場（Opernhaus）が新たに建築され、1944年に爆撃で破壊されるまで、ここを本拠地とした。
なお、この建物は1981年にコンサートホールとして再建され、アルテ・オーパー（Alte Oper）と名付けられた。
同じく1944年の爆撃により破壊された劇場（Schauspielhaus）跡地に新築された歌劇場（Oper Frankfurt）を、1951年以来、本拠地とする。1987年、放火で大部分が焼失。数年後に再建されて現在に至る。
代々の音楽総監督はショルティやドホナーニ、ギーレン、カンブルランなどが名を連ねる。